# Horní Těšice
Horní Těšice là một làng thuộc huyện Přerov, vùng Olomoucký, Cộng hòa Séc.